# 사살

프란시스코 고야의 '5월 3일' (1808년)

사살(射殺, 영어: execution by shooting)은 유의어로 무기로 총이나 그밖에 사격 무기를 사용하여 사람을 쏘아 죽이는 것을 말하며, 일부 국가에서는 아직도 이러한 사살이 허용되고 있다.

## 같이 보기
- 총살형
- 저격수(스나이퍼)
- 확인사살(총격으로 죽은 사람을 다시 사살하는 것)